# Xenia Stad-de Jong
Pour les articles homonymes, voir De Jong.
Xenia Stad-de Jong (née le 4 mars 1922 à Semarang, dans les anciennes Indes orientales néerlandaises, et morte le 3 avril 2012 à Zoetermeer) est une athlète néerlandaise, spécialiste du sprint.

## Biographie
Sélectionnée dans l'équipe des Pays-Bas lors des Jeux olympiques de 1948, à Londres, elle remporte la médaille d'or du relais 4 × 100 mètres aux côtés de Jeanette Witziers-Timmer, Gerda van der Kade-Koudijs et Fanny Blankers-Koen, devançant avec le temps de 47 s 5 l'Australie et le Canada. 
En 1950, Xenia Stad-de Jong fait partie du relais néerlandais qui se classe deuxième des Championnats d'Europe de Bruxelles.
Ses records personnels sont de 12 s 0 sur 100 m et de 25 s 7 sur 200 m (1950).

### Palmarès
| Date | Compétition           | Lieu      | Résultat | Épreuve   |
| ---- | --------------------- | --------- | -------- | --------- |
| 1948 | Jeux olympiques       | Londres   | 1re      | 4 × 100 m |
| 1950 | Championnats d'Europe | Bruxelles | 2e       | 4 × 100 m |

### Records
| Épreuve | Performance | Lieu | Date |
| ------- | ----------- | ---- | ---- |
| 100 m   | 12 s 2      |      | 1948 |